# 天主教韦洛尔教区
天主教韋洛爾教區 （拉丁語：Dioecesis Vellorensis）是羅馬天主教的一個教區，包括印度泰米爾納德邦北部韋洛爾縣和蒂魯文納默萊縣，受馬德拉斯暨梅拉普爾總教區管轄。
教區成立於1952年11月13日。2010年有教友168,980名，佔轄區總人口百分之1.6。由171名司鐸名管理八十五個堂區。現任教區主教為桑德拉贾·培里亚纳亚甘。